# やまて坂
やまて坂（やまてざか）は、愛知県瀬戸市效範連区の町名。現行行政地名はやまて坂1丁目から3丁目。

## 地理
- 瀬戸市の西端に位置する[8]。西を尾張旭市新居、北から東をひまわり台、東から南を山手町と隣接している。
- 山手町北部の丘陵地を開発造成した新しい住宅街[9]。

### 学区
市立小・中学校に通う場合、学区は以下の通りとなる。また、公立高等学校普通科に通う場合の学区は以下の通りとなる。
| 番・番地等 | 小学校             | 中学校             | 高等学校 |
| ---------- | ------------------ | ------------------ | -------- |
| 全域       | 瀬戸市立東山小学校 | 瀬戸市立南山中学校 | 尾張学区 |

## 歴史

### 町名の由来
山手特定土地区画整理事業に伴って町名を設定される際に、山手町の丘陵地にあたることから名付けられたと推察される。

### 沿革
- 2004年（平成16年）3月20日 - 瀬戸市山手町・ひまわり台4・5丁目の各一部[注釈 2]により、同市やまて坂1丁目〜3丁目として成立[2]。

## 世帯数と人口
2024年（令和6年）1月1日現在の世帯数と人口は以下の通りである。
| 町丁          | 世帯数  | 人口    |
| ------------- | ------- | ------- |
| やまて坂1丁目 | 214世帯 | 653人   |
| やまて坂2丁目 | 209世帯 | 649人   |
| やまて坂3丁目 | 204世帯 | 689人   |
| 計            | 627世帯 | 1,991人 |

### 人口の変遷
国勢調査による人口の推移
| 2005年（平成17年） | 1,310人 | [ 13 ] |  |
| 2010年（平成22年） | 2,123人 | [ 14 ] |  |
| 2015年（平成27年） | 2,170人 | [ 15 ] |  |
| 2020年（令和2年）  | 2,041人 | [ 16 ] |  |

### 世帯数の変遷
国勢調査による世帯数の推移。
| 2005年（平成17年） | 376世帯 | [ 13 ] |  |
| 2010年（平成22年） | 591世帯 | [ 14 ] |  |
| 2015年（平成27年） | 600世帯 | [ 15 ] |  |
| 2020年（令和2年）  | 598世帯 | [ 16 ] |  |

## 交通

### 鉄道
町内に鉄道は走っていない。最寄り駅は名鉄瀬戸線水野駅になる。

### バス
瀬戸市コミュニティバス「こうはん線」
- イオン瀬戸みずの店 - 東山町 - 陶生病院 系統 ： やまて坂バス停

- やまて坂バス停

### 道路
愛知県道22号瀬戸環状線 ： 町の西部のやまて坂3丁目交差点から南に向かって通っている。

## 施設
- やまて坂東公園 ： 2丁目の東部にある公園。コンビネーション遊具・スプリング遊具・バスケットゴールがある。
- やまて坂西公園 ： 3丁目の南東部にある公園。ブランコ・すべり台・スプリング遊具がある。
- やまて坂南公園 ： 1丁目の南西部にある公園。コンビネーション遊具と公衆トイレがある。

- やまて坂東公園
- やまて坂西公園
- やまて坂南公園

## その他

### 日本郵便
- 郵便番号 ： 489-0980[6]（集配局：瀬戸郵便局[17]）。